# Amanita magniverrucata
Amanita magniverrucata é um fungo que pertence ao gênero de cogumelos Amanita na ordem Agaricales. Foi descrito cientificamente pela primeira vez por Thiers e Ammirati em 1982.